# Pletschmühle (Schwalmtal)
Die Pletschmühle in der Gemeinde Schwalmtal war eine Wassermühle mit einem unterschlächtigen Wasserrad.

## Geographie
Die Pletschmühle hatte ihren Standort am Kranenbach, in der Hauptstraße 22a, im Ortsteil Amern in der Gemeinde Schwalmtal im Kreis Viersen. Oberhalb der Pletschmühle lag die Schierer Mühle, unterhalb die Hüttermühle. Der Wasserspiegel des Kranenbachs lag in diesem Bereich bei 48 m über NN.
Die Pflege und Unterhaltung des Baches obliegt dem Schwalmverband, der in Brüggen seinen Sitz hat.

## Geschichte
Die Jahreszahl 1730 an einem Wohnhaus in der Hauptstraße in Amern zeigt das Baujahr dieses Gebäudes an. Die örtliche Überlieferung geht davon aus, dass es das „Geburtsjahr“ der Mühle ist, die hier betrieben wurde, wahrscheinlich im jetzigen Wohnhausteil. Die Getreidemühle hatte ein unterschlächtiges Wasserrad. Der Name Pletschmühle kommt wohl vom Plätschern des Kranenbaches, wo der Kuhbach von der Anhöhe dem Kranenbach Verstärkung brachte. Hier findet man auch noch die Namen „Pletschweg“ und „Pletschbenden“. Mit der Begradigung des Kranenbaches in den Jahren 1925/26 wurde auch das Staurecht abgelöst und die Mühle stillgelegt.

## Galerie

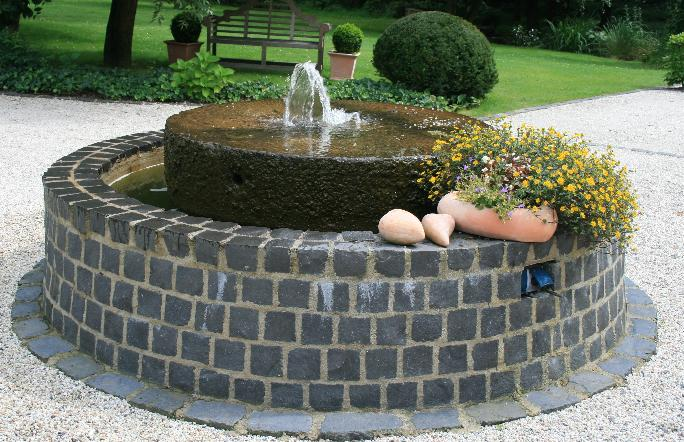
Mühlstein als Springbrunnen